# Banikane
Pour les articles homonymes, voir Banikane (homonymie).
Banikane est une commune du Mali, dans le Cercle de Gourma-Rharous et la région de Tombouctou.